# .bh
A .bh Bahrein internetes legfelső szintű tartomány kódja, melyet 1994-ben hoztak létre.